# Baryceros bilineatus
Baryceros bilineatus är en stekelart som först beskrevs av Brulle 1846.  Baryceros bilineatus ingår i släktet Baryceros och familjen brokparasitsteklar. Inga underarter finns listade.